# Freddie Guest
Pour les articles homonymes, voir Guest.
Frederick Edward « Freddie » Guest, né à Londres le 14 juin 1875 et mort à Sunbury-on-Thames le 28 avril 1937,, est un militaire et homme politique britannique et médaillé olympique de polo.

## Biographie

### Jeunesse et débuts
Né dans une famille de neuf enfants, il est le troisième fils d'Ivor Guest, 1er baron Wimborne, lui-même le fils de l'entrepreneur gallois John Guest -propriétaire de l'usine sidérurgique Dowlais Iron and Co- et de Lady Charlotte Guest, linguiste et aristocrate anglaise et traductrice des Mabinogion. La mère de Freddie Guest est Lady Cornelia Spencer-Churchill , fille de John Spencer-Churchill, 7e duc de Marlborough, et tante de Winston Churchill, qui est donc le cousin de Freddie. La famille est active en politique ; des frères de Freddie, Ivor sera Lord lieutenant d'Irlande durant la Première Guerre mondiale, tandis que Henry et Oscar seront, comme Freddie lui-même, députés au Parlement du Royaume-Uni.
Après sa scolarité à Winchester College, le jeune homme choisit une carrière militaire, et intègre le régiment d'infanterie du Surrey-oriental. En novembre 1898, il est fait lieutenant dans le 1er régiment des Life Guards, régiment de la Household Cavalry chargée de la sécurité du monarque. Il est bientôt envoyé en Égypte et prend part en novembre 1899 à la bataille d'Umm Diwaykarat durant laquelle les troupes du général Horatio Kitchener vainquent l'armée expansionniste du Soudan mahdiste d'Abdallahi al-Khalifa. À partir de 1901 il participe à la seconde guerre des Boers dans le sud de l'Afrique, et est décoré pour bravoure. Promu capitaine, il quitte l'armée en 1906 pour se consacrer à la politique. Membre du Parti libéral, il devient cette année-là secrétaire privé de son cousin Winston Churchill, qui est alors sous-secrétaire d'État parlementaire au bureau des Colonies dans le gouvernement libéral de Henry Campbell-Bannerman.

### Carrière politique:chief whipet ministre
Freddie Guest est élu député libéral de la circonscription de Dorset-est aux élections législatives de janvier 1910, mais son équipe de campagne est accusée d'irrégularités et il n'est pas autorisé à prendre son siège à la Chambre des communes avant que le parlement ne soit dissous. Il conserve son siège aux élections anticipées en décembre et entre enfin au Parlement comme député d'arrière-ban de la majorité libérale. En 1912 il est fait adjoint au chief whip de cette majorité.
À l'entame de la Première Guerre mondiale, il rejoint à nouveau l'armée et est fait aide-de-camp du maréchal Sir John French, le commandant du Corps expéditionnaire britannique en France. En 1916 il est déployé sur le théâtre de guerre de l'Afrique orientale allemande, et est décoré de l'ordre du Service distingué. Tombé grièvement malade, il doit mettre fin à son service militaire en 1917, et reprend sa carrière politique à l'issue de sa convalescence. En mai, il est nommé chief whip du groupe parlementaire libéral à la Chambre des communes. Décoré de la Légion d'honneur par la France durant la guerre, il est fait commandeur de l'ordre de l’Empire britannique en 1919. En avril 1921 il est nommé secrétaire d'État à l'Air, c'est-à-dire ministre chargé de la toute jeune Royal Air Force, dans le gouvernement de coalition du libéral David Lloyd George. Le poste lui sied ; passionné d'aviation, il est propriétaire de plusieurs avions légers. Le gouvernement tombe lorsque le Parti conservateur s'en retire en octobre 1922, et Freddie Guest perd son siège de député aux élections législatives le mois suivant. Les élections anticipées de 1923 lui permettent de retrouver un siège, comme député de la circonscription de Stroud, sous l'étiquette de l'éphémère Parti national-libéral qui soutient toujours David Lloyd George,.

### Jeux olympiques de 1924
Très bon joueur amateur de polo, sport pratiqué par les jeunes hommes de milieu aisé, il est sélectionné pour l'équipe de polo de la délégation britannique aux Jeux olympiques d'été de 1924 à Paris. L'équipe britannique, composée également de Frederick Whitfield Barrett (en) (champion olympique aux Jeux de 1920), Dennis Bingham et Kinnear Wise, perd largement son premier match contre les États-Unis (2-10), puis s'impose tout aussi largement face à la France (16-2) et à l'Espagne (10-3) avant de s'incliner face aux Argentins (5-9) et remporte ainsi la médaille de bronze, les Argentins ravissant la médaille d'or.

### Fin de carrière politique: député d'arrière-ban
Le Parti libéral subit un déclin terminal durant les années 1920, éclipsé par la montée du Parti travailliste, et Freddie Guest perd à nouveau son siège aux élections de 1929. Il se présente toutefois avec succès comme candidat du Parti conservateur dans la circonscription de Plymouth Drake aux élections anticipées de 1931, et siègera comme député d'arrière-ban de la majorité parlementaire jusqu'à sa mort d'un cancer en avril 1937, à l'âge de 61 ans. Marié depuis 1905 à la suffragette et aviatrice amateure Amy Phipps, mais séparé d'elle depuis 1919, il laisse deux fils et une fille, élevés par leur mère aux États-Unis. Son fils Raymond R. Guest (en) sera l'ambassadeur des États-Unis en république d'Irlande dans les années 1960.